# Station Sprokkelbosch
Station Sprokkelbosch is een voormalige treinhalte aan de Brabantse Lijn in de gemeente Rosmalen. De halte was bij het gehucht Sprokkelbosch.
Daar waar de stopplaats heeft gestaan, is nog terug te vinden op de kaart van Rosmalen. Thans is daar de Peelhoeven. Het gebouw waar het station was, van waar ook de overwegen en de seinen werden bediend, is in de jaren 80 afgebroken. Het station heeft van 1881 tot 1938 dienstgedaan als station.